# El último lobo
El último lobo (狼图腾 en chino y Le Dernier Loup en francés) es una película dramática china-franco dirigida por Jean-Jacques Annaud en 2015 y basada en la novela semiautobiográfica homónima de 2004 publicada por Lu Jiamin.
La productora Beijing Forbidden City Film Corporation tenía pensado contratar a un cineasta chino, sin embargo el rodaje con actores y lobos de verdad era "demasiado difícil". El neozelandés Peter Jackson también recibió la propuesta, pero la producción no llegó a ningún puerto. Finalmente se decantaron por Annaud, quien ya dirigiera en 1997 Siete años en el Tíbet, film censurado en el país oriental. El film fue producido por China Film Group y la productora francesa Reperage.
El cineasta francés tuvo experiencia a la hora de trabajar con animales en su filmografía. Para este trabajo adquirió una docena de lobos, los cuales fueron adiestrados por un adiestrador profesional canadiense. La producción contó con un presupuesto de 40 millones de dólares y tuvo lugar en la región de Mongolia Interior.
El estreno tuvo lugar el 7 de febrero de 2015 en la Berlinale, y el 19 del mismo mes en la cartelera china como comienzo del Año Nuevo Chino. A Francia llegó a la semana siguiente.

## Argumento
El film está ambientado en 1969. Chen Zhen (Feng Shaofeng) es un estudiante enviado a la región de Mongolia Interior desde Pekín con el objetivo de enseñar a los pastores nómadas. Allí descubre como viven los pastores y la cercanía de estos hacia los lobos, una relación que se ve amenazada por los trámites burocráticos del Gobierno.

## Reparto
- Feng Shaofeng como Chen Zhen.
- Shawn Dou como Yang Ke.
- Ankhnyam Ragchaa como Gasma.
- Basen Zhabu como Bilig.
- Yin Zhusheng como Bao Shungui.
- Baoyingexige
- Tumenbayar
- Xilindule
- Bao Hailong